# Szeván-kolostor
A Szeván-kolostor (örményül: Սևանավանք) ősi épületegyüttes, amely az örményországi Szeván-tóba benyúló Szeván-szigeten magasodó két  templomból és a környező romterületből áll.

## Története
A legenda szerint Meszrop Mastocnak látomása volt, amelyben 12 emberi alak a tavon sétált, és megmutatta neki, hol kell templomot alapítania. Ezt 874-ben Mariam királyné valósította meg.
A két templom, a Szent Tanítványok és a Szent Istenanya, a tó északnyugati partján, egy keskeny, sziklás félszigeten áll, amely korábban önálló sziget volt. A szerzetesek a 8. században érkeztek a területre, és először csak egy kicsi kápolnát és néhány lakócellát építettek. Az évek során falat és figyelőtornyot emeltek a szigeten, majd három templomot, lakóhelyiségeket és egyéb épületeket alakítottak ki a 9. században. Az építmények fekete vulkáni tufából épültek, innen ered a a kolostorkomplexum (Szevenank, vagyis Fekete kolostor) neve. Két templom maradt fenn, kereszt alaprajzúak.
A 9. század végén a területen nagy csata zajlott az örmények és a hódító arabok között. Az örmények, a szerzetesek segítségével, hónapokig tartották a kolostorkomplexumot. Később az örmények nyílt csatában legyőzték az arabokat. Később Timur Lenk katonái és a perzsák is megtámadták a szigetet. A 16-17. században a falakat elbontották. A kolostor 1930-ig működött, ekkor távozott az utolsó szerzetes. A templom körül számos kacskar tekinthető meg.

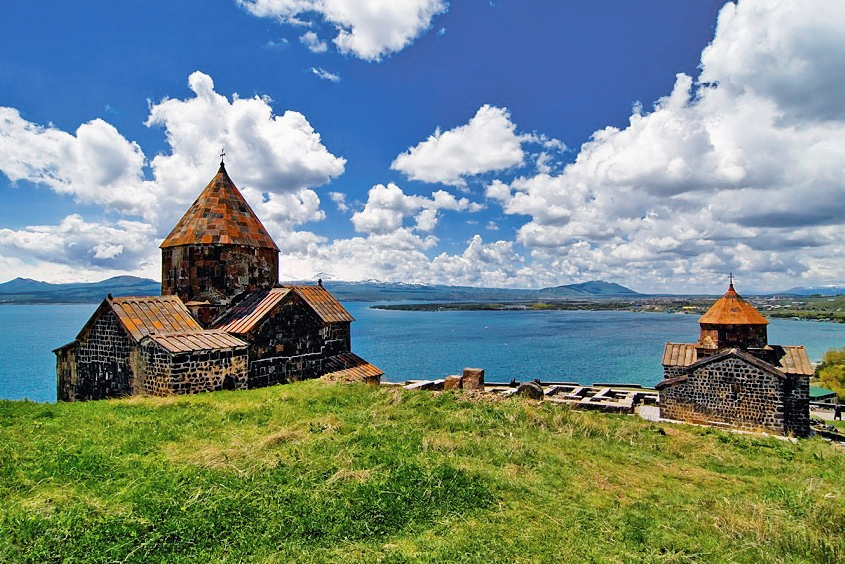
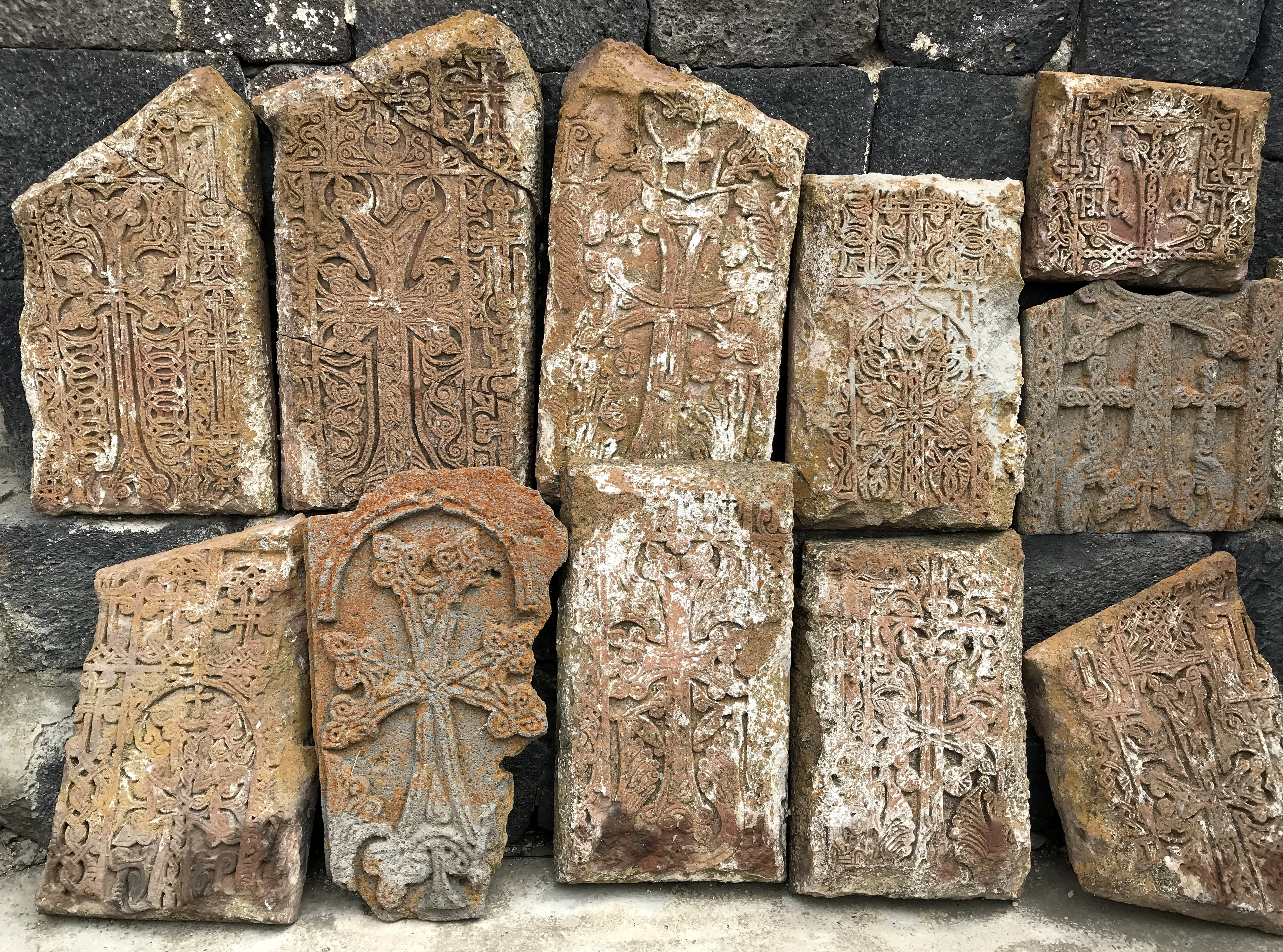
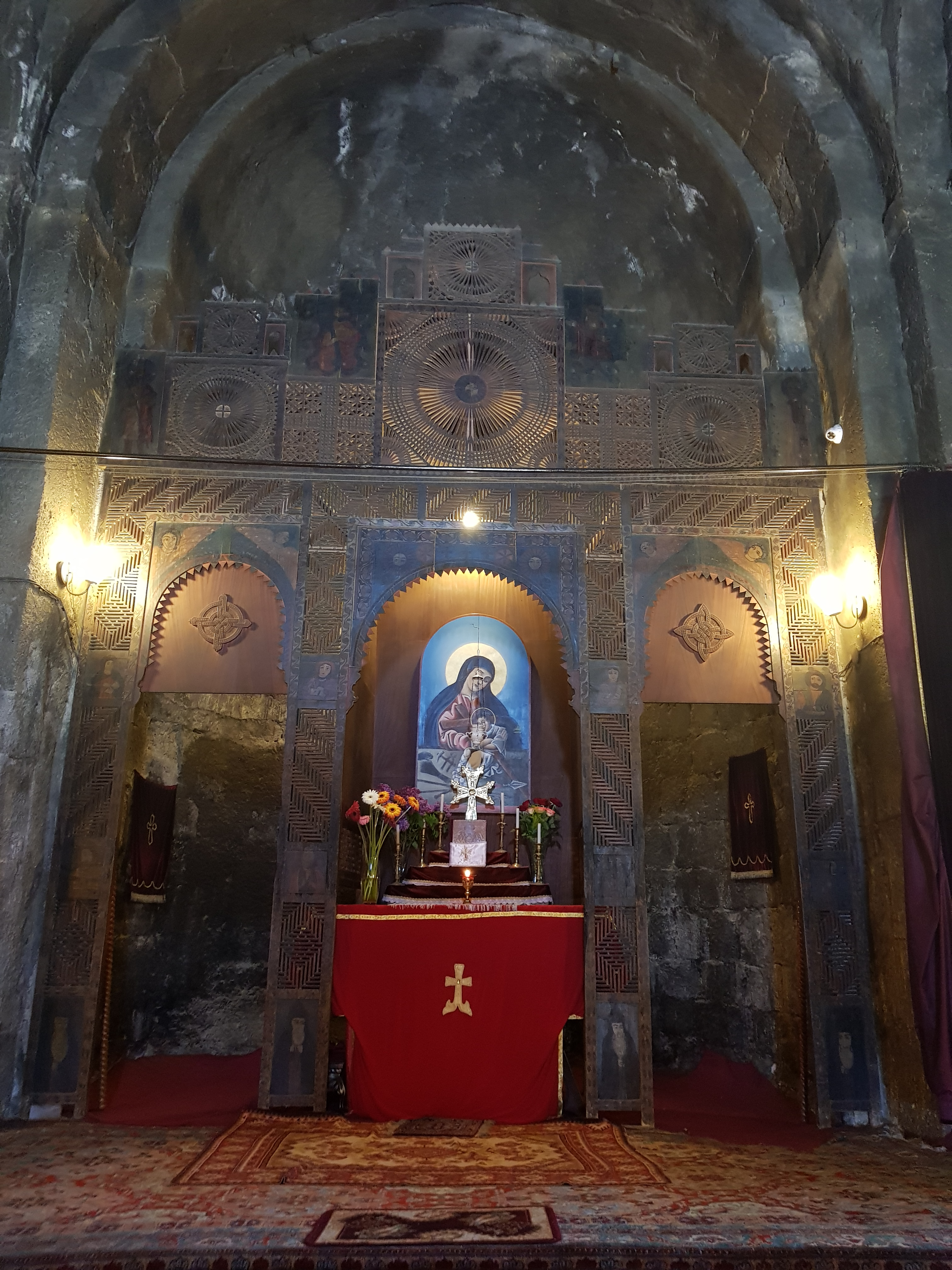
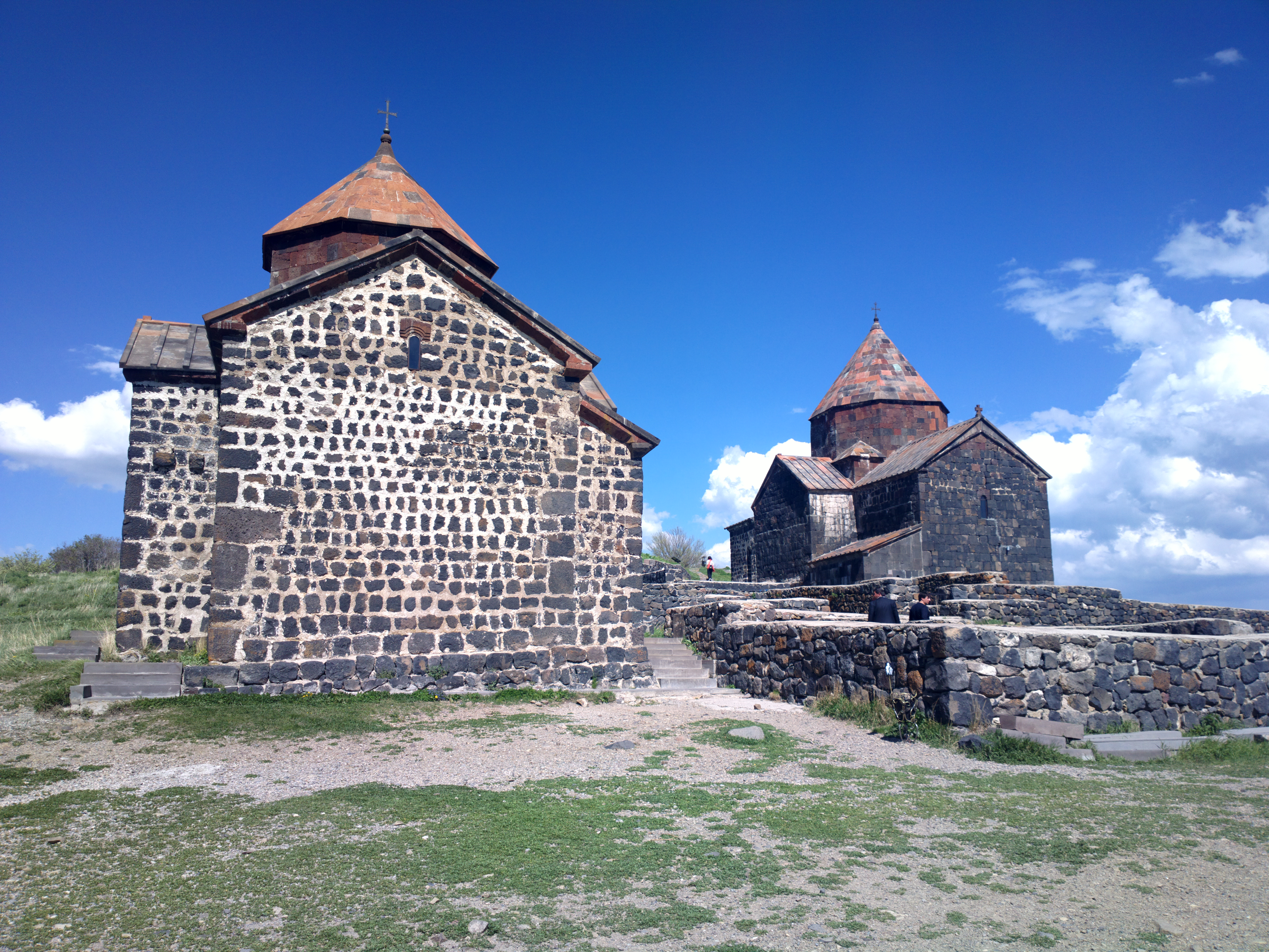